# مايك لانج
مايك لانج (بالإنجليزية: Mike Lange)‏ هو معلق رياضي أمريكي، ولد في 3 مارس 1948 في ساكرامنتو في الولايات المتحدة.